# 1767 год в науке
В 1767 году произошли различные научные и технологические события, некоторые из которых представлены ниже.

## События
- Орас Бенедикт де Соссюр создаёт первую в Западной Европе солнечную печь[1].
- Создана Венская школа ветеринарной медицины (ныне Венский университет ветеринарной медицины).

## Публикации
- Джозеф Пристли опубликовал работу «История и современное состояние электричества, с оригинальными опытами», изданном в двух томах в Лондоне, в которой излагалось открытие обратно пропорциональной зависимости силы электрического взаимодействия от квадрата расстояния между зарядами. Публикация сразу получила признание в кругах английских учёных, и её автор в том же году был избран членом Лондонского королевского общества.

## Награды и премии
- Медаль Копли присуждена английскому естествоиспытателю, члену Лондонского королевского общества — Джону Эллису.

## Родились
- 22 июня — Вильгельм фон Гумбольдт, немецкий филолог, философ, языковед, государственный деятель, дипломат (ум. 1835).
- 24 августа — Бернхард Мейер, немецкий врач и натуралист (ботаник, орнитолог).
- Франц Александрович Делявинь, русский ботаник, один из первых профессиональных ботаников, работавших на территории Российской империи (ум. 1826).

## Скончались
- 19 февраля – Франсуа Босье де Лакруа, французский учёный, ботаник, врач.
- 22 марта — Иоганн Петер Зюсмильх, немецкий пастор, один из основоположников статистики (родился в 1707 году).
- Фермен Абози — французский богослов, лингвист, переводчик Нового Завета.